# Distrito de Gazimağusa
Gazimağusa (en griego: Επαρχία Γκαζιμαγούσα, en turco: Gazimağusa ilçesi) es uno de los seis distritos en los que se divide el estado de facto denominado República Turca del Norte de Chipre (RTNC).

## Geografía y población
Se divide en tres subdistritos: Magusa, Akdogan y Geçitkale. Su capital es Famagusta.
El distrito de Gazimağusa abarca unos novecientos noventa y siete kilómetros cuadrados y alberga a una población de sesenta y tres mil seiscientos tres habitantes, según cifras arrojadas por el censo del año 2006. La densidad poblacional es de aproximadamente sesenta y cuatro personas por kilómetro cuadrado.